# Veljko Stojnić
Veljko Stojnić (ur. 4 lutego 1999 w Somborze) – serbski kolarz szosowy.

## Osiągnięcia
Opracowano na podstawie:

2016
- 1. miejsce w mistrzostwach Serbii juniorów (jazda indywidualna na czas)
- 2. miejsce w mistrzostwach Serbii juniorów (start wspólny)

2017
- 1. miejsce w mistrzostwach Serbii juniorów (jazda indywidualna na czas)
- 1. miejsce w mistrzostwach Serbii juniorów (start wspólny)
- 2. miejsce w Olympic Hopes - Belgrade Trophy Milan Panić

2018
- 1. miejsce w mistrzostwach Serbii (jazda indywidualna na czas)
- 1. miejsce w mistrzostwach krajów bałkańskich (start wspólny)

2019
- 2. miejsce w mistrzostwach Serbii (jazda indywidualna na czas)
- 2. miejsce w mistrzostwach Serbii (start wspólny)

2020
- 2. miejsce w In the footsteps of the Romans
  - 1. miejsce w klasyfikacji młodzieżowej
- 1. miejsce w mistrzostwach Serbii (jazda indywidualna na czas)

2021
- 3. miejsce w mistrzostwach Serbii (start wspólny)
- 1. miejsce w klasyfikacji górskiej Czech Cycling Tour

2022
- 3. miejsce w mistrzostwach Serbii (jazda indywidualna na czas)
- 1. miejsce na 6. etapie Vuelta a Venezuela
- 1. miejsce na 4. etapie Tour Cycliste International de la Guadeloupe

## Rankingi
| Rok             | 2018  | 2019  | 2020 | 2021  | 2022  | 2023 | 2024 |
| --------------- | ----- | ----- | ---- | ----- | ----- | ---- | ---- |
| World Ranking   | 1628. | 1266. | 604. | 1390. | 1254. | 875. | 929. |
| UCI Europe Tour | 1053. | 874.  | 490. | 989.  | 874.  | -    | -    |
|                 |       |       |      |       |       |      |      |
| Źródło: UCI     |       |       |      |       |       |      |      |